# Кавай-метал
Кавай-метал (яп. カワイイメタル; також відомий як метал-ідол, милий метал, або кавайкор) — музичний жанр, що поєднує в собі елементи важкого металу і J-pop. Уперше з'явився на початку 2010-х років у Японії та являє собою поєднання музичних інструментів різних видів важкої музики (переважно павер-метал, спід-метал, індастріал-рок, блек-метал, дез-метал) з мелодією J-pop у виконанні японських ідолів. Тематика пісень кавай-металу менш агресивніша, ніж інші жанри важкого металу. До піонерів кавай-металу належать японські співачки з групи «Babymetal». Цей музичний жанр усе більше привертає увагу ЗМІ. До основних представників жанру можна віднести: Babymetal, Ladybaby, Aldious, Band-Maid, Doll$Boxx, FruitPochette, Necronomidol, Ladybeard, Deadlift Lolita. Утворений від слова «кавай», що означає «милий», «чудовий».

## Історія та особливості
Засновниками кавай-металу вважають японських метал-ідолів із групи «Babymetal». Анжеліка Воллінгфорд у журналі «City Times» висловила думку, що однойменний дебютний альбом групи «Babymetal» став піонером кавай-металу. Також Воллінгфорд відзначила жанр і альбом як суміш різних жанрів, включаючи поп, рок, важкий метал, електронну танцювальну музику, індастріал-метал і симфо-дез-метал. Гість-учасник із газети «The Independent» вважає, що жанр похідний від J-pop та інших різних видів екстремальних металевих жанрів таких як спід-метал, павер-метал, блек-метал та індастріал-метал. Під час дискусії з «Babymetal», Роб Неш із газети «The Sydney Morning Herald» висловив думку, що жанр поєднує в собі «солодкі попсові мелодії з трешовим металом».Також Неш вважає, що прикладом жанру є пісня «Awadama Fever», заявивши, що вона містить «основи злої гітари та незмінно швидкого брекбіту, у той час коли дівчата [Babymetal] пищать про „бульбашкову лихоманку“ та жувальну гумку».
Обговорюючи Ladybeard та Ladybaby, Джейк Кліленд з газети «The Sydney Morning Herald» відзначив жанр як «солодкий поп зі власним гроулінгом у стилі важкого металу». Алекс Вейсс із газети «Paper» охарактеризував жанр як «жорсткий хард-рок із дуже солодкими поп-гуками». Вайс також використовував пісні групи «Babymetal» («Karate» і «Road of Resistance») як приклад, щоб пояснити відмінності ліричних аспектів між кавай-металом та іншими жанрами важкого металу, сказавши, що пісні кавай-металу «пропонують аспекти, що часто відсутні в гіперчоловічій і агресивній ліриці, що присутній у більшості жанрових [метал] хітів». Фелікс Клей з «Cracked.com» також вважає, що жанр має менш агресивну лірику, посилаючись на тексти «про кошенят, шоколад та веселощі».

## Список гуртів
| Гурт            | Країна | Рік утворення | Примітки |
| --------------- | ------ | ------------- | -------- |
| Aldious         | Японія | 2008          | [ 14 ]   |
| Babymetal       | Японія | 2010          | [ 6 ]    |
| Band-Maid       | Японія | 2013          | [ 15 ]   |
| Dazzle Vision   | Японія | 2003          | [ 16 ]   |
| Deadlift Lolita | Японія | 2017          | [ 4 ]    |
| Doll$Boxx       | Японія | 2012          | [ 6 ]    |
| Ladybaby        | Японія | 2013          | [ 6 ]    |

## Галерея

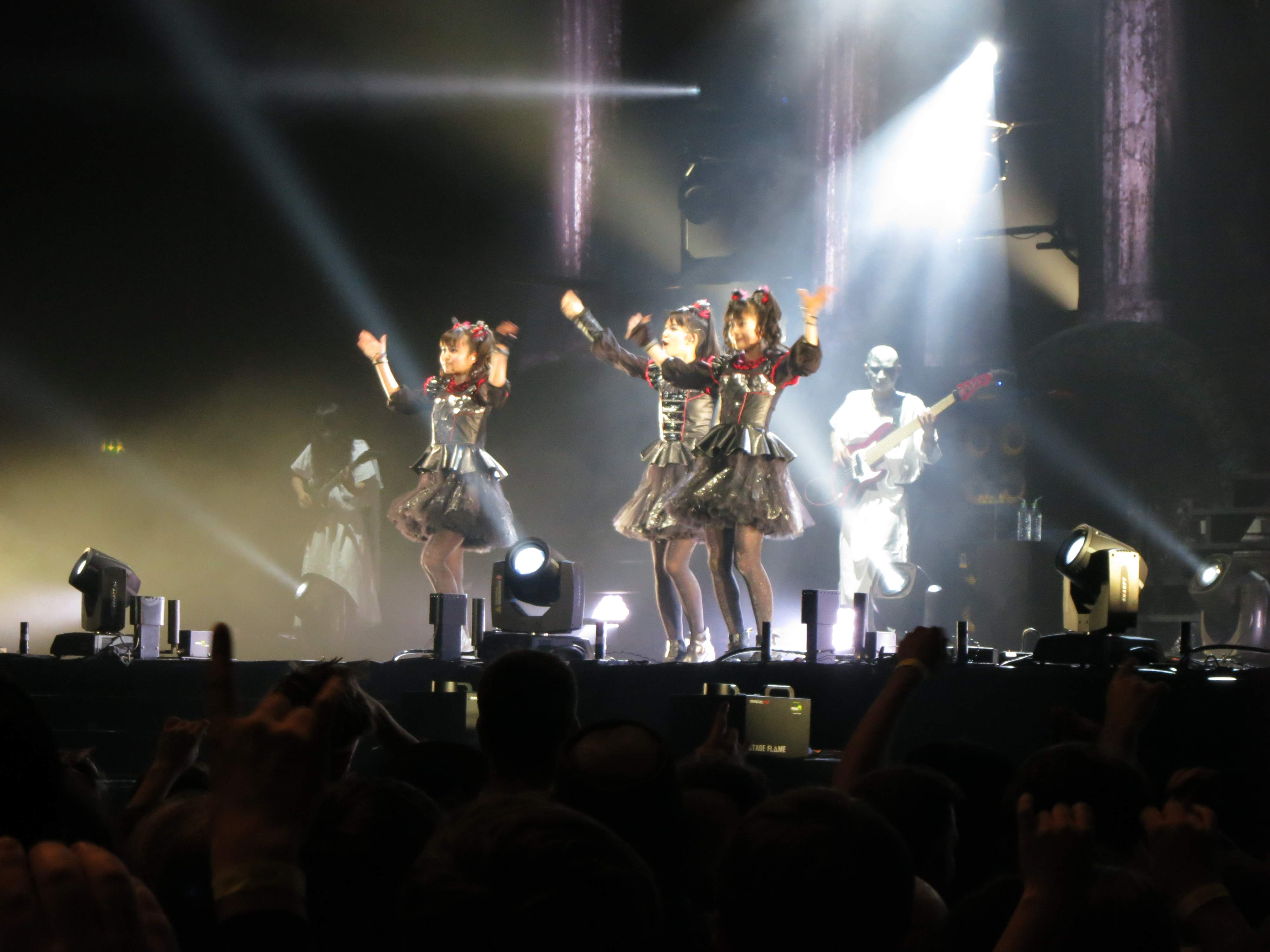
«Babymetal» на Вемблі Арені в Лондоні (2015)
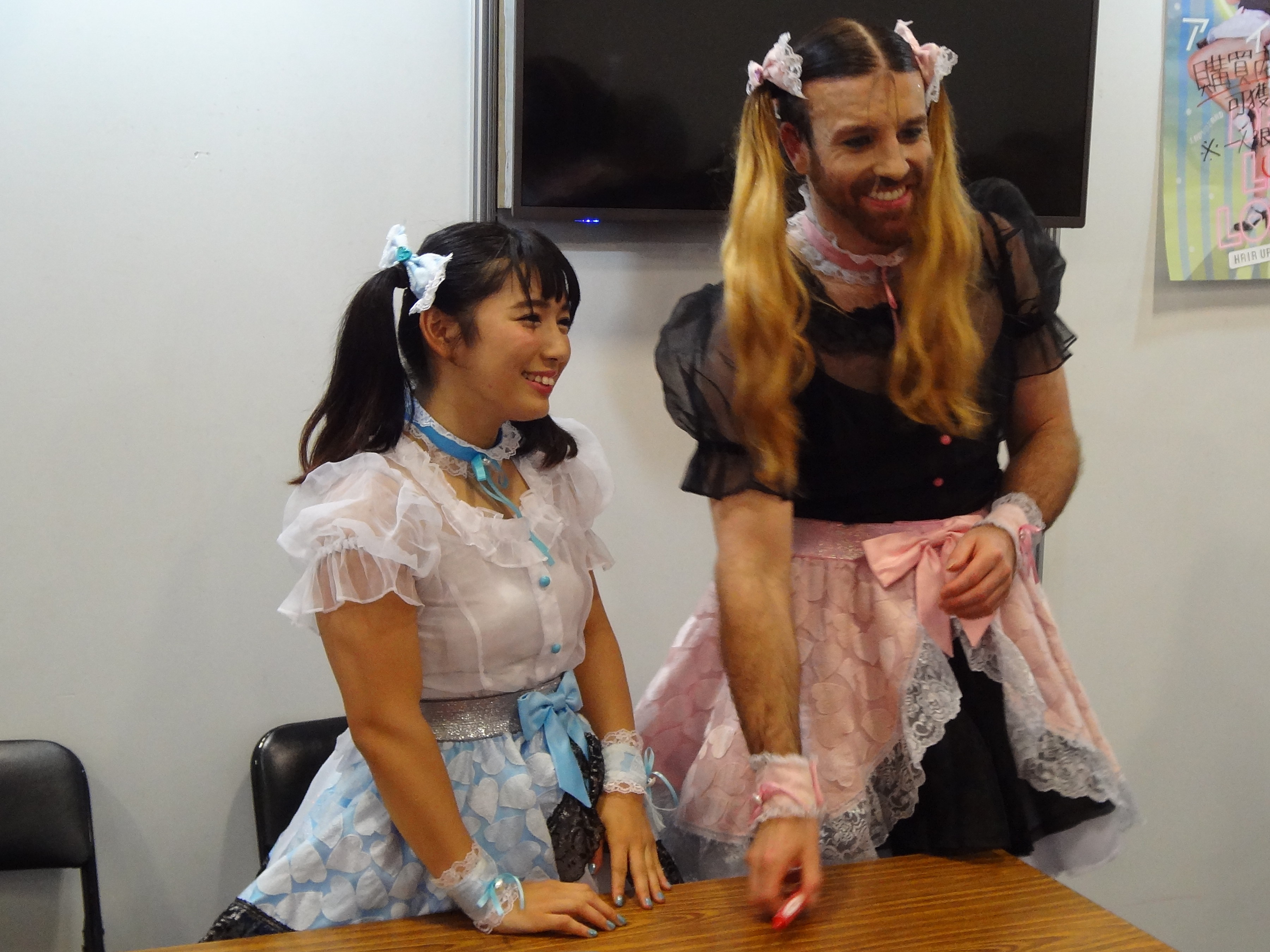
«Deadlift Lolita» (2017)
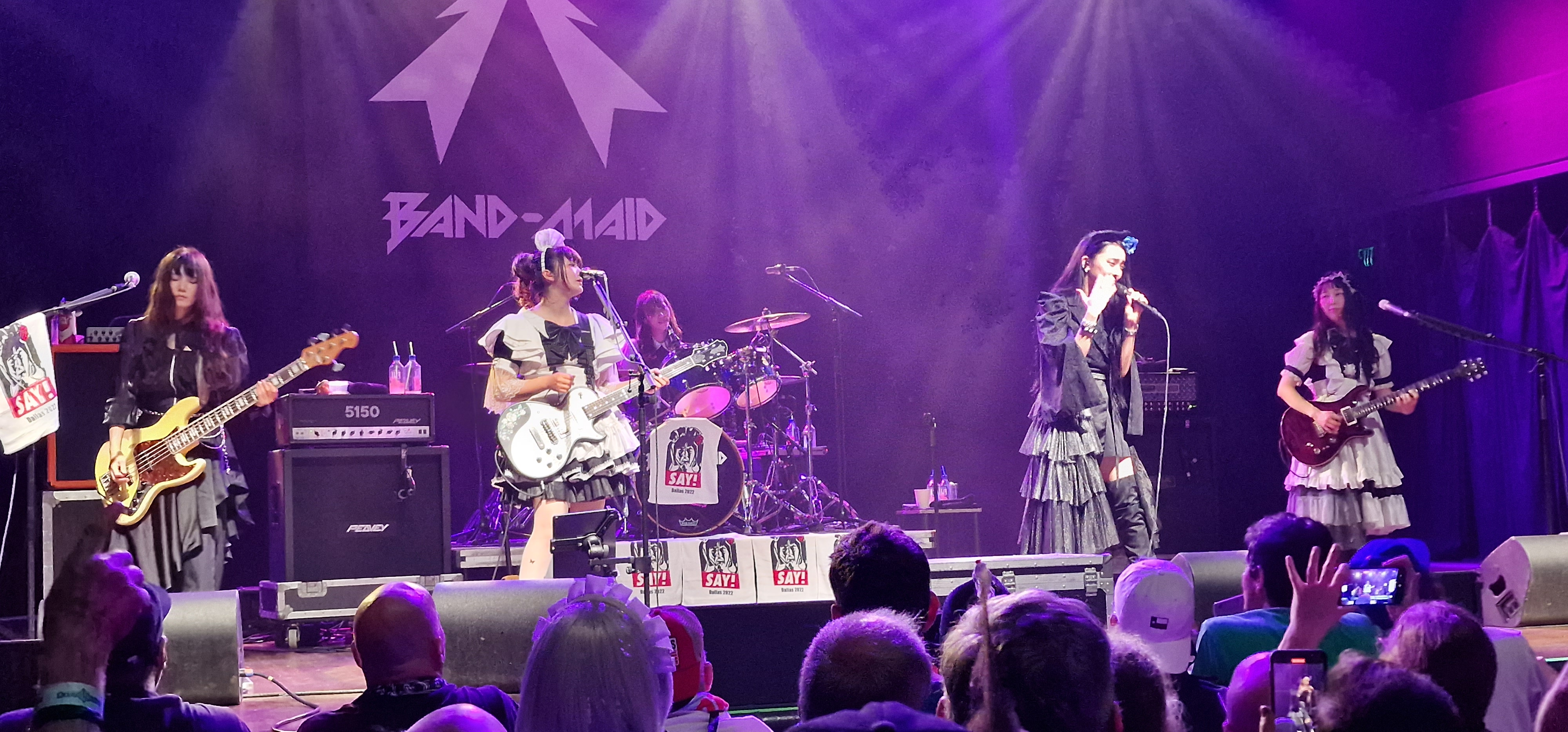
«Band-Maid» у Даллас (2022)